# سیاه‌صدفان
سیاه‌صدفان (نام علمی: Mytilidae) نام یک تیره از راسته سیاه‌صدف‌سانان است.